# Wrestling On Fire Heavyweight Championship
Il Wrestling On Fire Heavyweight Championship, nato come NWA Pro East Television Heavyweight Championship  e promosso anche come NWA On Fire Heavyweight Championship, è stato un titolo di wrestling promosso dalla Wrestling on Fire, inizialmente affiliata alla National Wrestling Alliance (NWA) e attiva tra New Jersey e Maine.
Il titolo fu attivo per un primo periodo dal 2007 al 2016, quando la federazione terminò le attività.

## Storia
Il titolo venne introdotto nel 2007 dalla NWA Pro East (successivamente NWA Liberty States), una affiliata della NWA Pro che successivamente avrebbe fondato la Jersey Championship Wrestling, come titolo televisivo, cambiando nome conseguentemente al cambio di nome della federazione. Nel corso del 2009 la zona del New England si staccò dalla NWA Liberty States, dando vita alla NWA On Fire, rimanendo affiliata alla National Wrestling Alliance fino al 2013. La nuova federazione adottò il titolo televisivo come titolo massimo, portandolo con sé quando terminò l'affiliazione con la NWA e fino alla chiusura della federazione nel 2016.

## Albo d'oro
| Legenda  |                                                                               |
| -------- | ----------------------------------------------------------------------------- |
| #        | Indica il numero del regno titolato                                           |
| Regno    | Viene indicato il numero del regno del campione                               |
| Data     | La data in cui il titolo è stato vinto                                        |
| Località | Indica il luogo in cui il titolo è stato vinto                                |
| Note     | Indica notizie particolari riguardanti i cambi di titolo o altre informazioni |

| # | Campione          | Regno | Data              | Giorni | Località               | Evento     | Note | Fonti |
| - | ----------------- | ----- | ----------------- | ------ | ---------------------- | ---------- | --- | ----- |
| 1 | Judas Young       | 1     | 7 settembre 2007  | 373    | Newark, New Jersey     | House show | In uno spareggio contro Ryan Wing e Josh Daniels per decretare il campione inaugurale del NWA Pro East Television Heavyweight Championship. Nel giugno 2008 il titolo cambiò nome in NWA Liberty States Television Championship. |       |
| 2 | Danny Inferno     | 1     | 14 settembre 2008 | 105    | Newark, New Jersey     | House show | |       |
| 3 | El Gran Apolo     | 1     | 28 dicembre 2008  | 237    | Newark, New Jersey     | House show | Il 9 marzo 2009 il titolo fu rinominato in NWA On Fire Heavyweight Championship. |       |
| 4 | Bobby Robinson    | 1     | 22 agosto 2009    | 547    | Portland, Maine        | House show | |       |
| — | Vacante           | —     | 20 febbraio 2011  | —      | —                      | —          | La federazione privò Robinson del ttiolo, rendendolo vacante. |       |
| 5 | Brian Fury        | 1     | 20 febbraio 2011  | 56     | Mexico, Maine          | House show | In un 6-way match per riassegnare il titolo vacante. |       |
| 6 | Julian Starr      | 1     | 17 aprile 2011    | 237    | Mexico, Maine          | House show | |       |
| 7 | Brian Fury        | 2     | 10 dicembre 2011  | 636    | Mexico, Maine          | House show | Nell'aprile 2013 il titolo fu rinominato in Wrestling On Fire Heavyweight Championship in seguito al termine della collaborazione con la National Wrestling Alliance.                                                            |       |
| 8 | El Leon Apolo     | 1     | 6 settembre 2013  | 2      | Parsipanny, New Jersey | House show | |       |
| — | Vacante           | —     | 8 settembre 2013  | —      | —                      | —          | Il titolo fu dichiarato vacante in seguito al finale controverso della vittoria del titolo da parte di Apolo. |       |
| 9 | Josef Von Schmidt | 1     | 4 aprile 2014     | 208    | Parsipanny, New Jersey | House show | In un 4-way match per riassegnare il titolo vacante contro El Leon Apolo, Brian Fury e Julian Starr. |       |
| — | Disattivato       | —     | 2016              | —      | —                      | —          | Il titolo fu disattivato con la chiusura della federazione. |       |